# Санкт-Петербургское южное полукольцо
А120 «Санкт-Петербургское южное полукольцо» — автомобильная дорога общего пользования федерального значения, проходящая по территории Ленинградской области. Народные названия — бетонка, бетонная дорога, кировская дорога. Представляет собой полукольцо, проходящее на расстоянии примерно 50 км к югу от Санкт-Петербурга. Протяжённость дороги составляет около 149 км.

## Маршрут
(Полужирным начертанием отмечены города и посёлки городского типа)
- ЛЕНИНГРАДСКАЯ ОБЛАСТЬ
  - Кировский район
    - Кировск
      -  Муромская дор.
      -  дорога в Шлиссельбург

    - Молодцово
      -  Центральная ул.
      -  Северная дор.
      -  Южная дор., Высоковольтная ул.
      -  Заречная ул.
      -  Советский просп.
      - Путепровод через ж/д пути
      -  ул. Маяковского

    - Пухолово
      -  ш. Революции (Р41)
      -  Р41

  - Тосненский район
    - Гладкое
      -  дорога в Никольское
      -  Большая Речная ул. (Ульяновка)
      - Путепровод через ж/д пути
      -  М10«Россия»

    - Стекольный
      - железнодорожный переезд
      -  Автомагистраль М-11
      -  41К-176 «Павловское шоссе»

    - 48 км
      - железнодорожный переезд

  - Гатчинский район
    -       - железнодорожный переезд

    - Дорожный пост
      -  41К-108
      -  дорога в Мызу

    - Пустошка
      -  41К-100
      - железнодорожный переезд

    - Большие Колпаны
      -  Р23 «Псков», Гатчинская объездная дорога

    - Тяглино
      -  Вторая ул.
      -  Центральная ул.
      -  ул. Ростова (Р38)
      -  Р38

    - Войсковицы
      - железнодорожный переезд
      -  ул. Грунёва
      -  ул. Колобанова

    - Сяськелево
      -  Школьная ул.
      -  Центральная ул., ул. Новосёлки
      -  Шофёрская ул.
      -  41К-104

    - Большое Ондрово
      -  41К-013

    - Жабино
      -  ул. Героев Пограничников

  - Ломоносовский район
    -       - А180 (стр.)

    - Черемыкино
      -  А180 «Нарва»

    - Дятлицы
      -  41К-015
      -  Р35

    - Гостилицы
      -  Балтийская ул.
      -  Зелёная ул.
      -  Солнечная ул.
      -  Петровская ул.
      -  Сосновая ул.
      -  Лесная ул.

    - Таменгонт
    - Большая Ижора
      -  Заречная ул.
      -  41А-007

### Трасса следования
Автодорога начинается в городе Кировск. Далее идёт по Кировскому району в сторону посёлка Мга, оттуда — на юго-запад Тосненского района к посёлку Ульяновка и территории Стекольный. Оттуда дорога идёт на запад в Гатчинский район. От посёлка Войсковицы автодорога идёт на северо-запад в Ломоносовский район, а далее на север до посёлка Большая Ижора.

## История
Была построена военными в 1970-х годах как рокадная дорога, соединяла воинские части различного, в основном противовоздушного, назначения. Она была закрыта для гражданских лиц на некоторых участках.

## Перспективы
В 2006 году правительство Ленинградской области признало перспективными для размещения промышленных зон 19 площадок, большая часть которых находится возле дороги А120.
В 2007 году правительство Ленинградской области озвучило планы модернизации автодороги и превращения её в КАД-2. Предполагается укладка современного бетонного покрытия и создание инфраструктуры, отвечающей международным требованиям к автотранспортным транзитным коридорам. Для реализации проекта предполагается привлечь инвесторов.
В ноябре 2007 года Федеральное дорожное агентство включило в планы своей работы на 2010—2015 годы строительство второго транспортного кольца Санкт-Петербурга на базе трассы А120.
С 21 июля 2014 начат плановый ремонт на некоторых участках трассы. 12 ноября того же года объявлен конкурс на ремонт ещё одного участка, длиной 20 км. Сумма конкурса — 1,3 млрд ₽
Северное полукольцо, ранее являвшееся региональной автодорогой 41А-189, с 2018 года входит в состав автодороги А181 Скандинавия.
После 2020 года планируется начать осуществление работ по соединению Северного и Южного полуколец в КАД-2.

## Альтернативы
Для того, чтобы попасть с М10 на Р21, существует трасса А115, а на E-95 — трасса 41А-003 и трасса Луга — Новгород.